# Disco Volante
Albums de Mr. Bungle
Mr. Bungle
(1991) California
(1999)
Disco Volante est le deuxième album du groupe américain Mr. Bungle, sorti en 1995.
Il se caractérise par des inspirations venues de genres musicaux très variées, allant du jazz au death metal en passant par la techno et la musique bruitiste. Il est généralement considéré comme la production la plus expérimentale et la moins abordable du groupe et a suscité l'incompréhension de nombreux auditeurs. On peut y retrouver des influences de compositeurs expérimentaux comme Ennio Morricone, Frank Zappa ou John Zorn (c'est d'ailleurs ce dernier qui avait produit le premier album du groupe ; le chanteur Mike Patton et le bassiste Trevor Dunn collaborant aujourd'hui encore régulièrement avec lui). Certains n'hésitent pas à la comparer aux films de David Lynch. Son ambiance musicale évoque la folie ; plusieurs références sont faites à la figure du clown maléfique.
Il s'agit du dernier album du groupe avec la participation de Theo Lengyel.

## Titres
1. Everyone I Went to High School With Is Dead (paroles/musique: Dunn) – 2:45
2. Chemical Marriage (musique: Spruance) – 3:09
3. Carry Stress In The Jaw + 'The Secret Song' (paroles/musique: Dunn)
4. Desert Search for Techno Allah (paroles: Spruance, musique: Patton/Spruance) – 5:24
5. Violenza Domestica (paroles: Patton, musique: Patton/Spruance) – 5:14
6. After School Special (paroles: Dunn/McKinnon/Patton, musique: McKinnon) – 2:47
7. Phlegmatics (paroles/musique: Dunn) – 3:16
8. Ma Meeshka Mow Skwoz (paroles/musique: Spruance) – 6:06
9. The Bends (musique Patton/McKinnon/Spruance) - 10:28
10. Backstrokin' (musique: Patton) – 2:27
11. Platypus (paroles: Dunn, musique: Dunn/Spruance) – 5:07
12. Merry Go Bye Bye[3] (paroles/musique: Spruance) – 12:58

## Personnel
- Mr. Bungle - Producteur, artwork et design
- Billy Anderson - Ingénieur du son, mixage, Pré-mastering
- Mike Johnson - Ingénieur du son, Pré-mastering
- Kevin Donlon - Assistant ingénieur
- Chris Roberts - Assistant ingénieur
- Mike Bogus - Assistant ingénieur
- David Ogilvy - Assistant ingénieur additionnel
- Adam Munoz - Assistant ingénieur
- Trevor Ward - Assistant ingénieur
- Bernie Grundman - Mastering
- Athur Hertz - Photographie (pochette)
- Joseph A. Thompson - Photographie
- Davis Meltzer - Photographie (livret)
- Trey Spruance - Artwork, pipa, clavier/orgue, guitare, instruments électroniques
- Patton's friend - Artwork "Violenza Domestica"
- Bettman - Artwork "Techno Allah"
- Margaret Murray - Artwork et design
- Gregg Turkington - Artwork et design
- Danny Heifetz - Batterie (crédité pour avoir joué "A Woodblock")
- Trevor Dunn - Basse, viole de gambe
- Clinton McKinnon - Saxophone ténor, clarinette, clavier sur piste 6, batterie sur piste 5
- Mike Patton - chant, microcassette, orgue sur pistes 9 et 10, ocarina sur piste 3
- Theo Lengyel - Eb reeds piped in from Ithaca
- William Winant - Cymbales sur piste 2, bongos sur piste 3, tablas, kanjira, sistres sur pistek 4, guimbarde, percussions sur piste 5, bongos, xylophone, glockenspiel sur piste 8
- Graham Connah - Piano sur piste 5, solo de piano sur piste 9, piano sur piste 11
- Lisandro Adrover - Bandonéon sur piste 5